# Regional Municipality of Durham

Gemeinden der Greater Toronto Area

Die Regional Municipality of Durham, auch als Durham Region bekannt, ist eine Regional Municipality (Regionalgemeinde) im Südwesten der kanadischen Provinz Ontario. Hauptort und Sitz des Regionalrates ist Whitby. Die Einwohnerzahl beträgt 645.862 (Stand: 2016), die Fläche 2.523,80 km², was einer Bevölkerungsdichte von 255,9 Einwohnern je km² entspricht.
Durham gehört zur Metropolregion Greater Toronto Area sowie zum Ballungsraum Golden Horseshoe. Die Regionalgemeinde liegt unmittelbar östlich von Toronto und wird Ost-West-Richtung von der Hügelkette der Oak Ridges-Moräne durchzogen. Sie wurde 1974 aus Teilen der ehemaligen Countys Ontario und Northumberland and Durham gebildet.
Mit dem Darlington Provincial Park befindet sich einer der aktuellen Provincial Parks in Ontario im Bezirk.
| Lake Simcoe | Simcoe County                               | Kawartha Lakes                            |
| York Region | Kompassrose, die auf Nachbargemeinden zeigt | Kawartha Lakes                            |
| Toronto     | Ontariosee                                  | Peterborough County Northumberland County |

## Administrative Gliederung

### Städte und Gemeinden
| Ort        | Status       | Bevölkerung (2016) | Einw.dichte (Einw./km²; 2016) |
| ---------- | ------------ | ------------------ | ----------------------------- |
| Ajax       | Town         | 119.677            | 1.783,8                       |
| Brock      | Township     | 11.642             | 27,5                          |
| Clarington | Municipality | 92.013             | 150,5                         |
| Oshawa     | City         | 159.458            | 1.094,9                       |
| Pickering  | City         | 91.771             | 396,3                         |
| Scugog     | Township     | 21.617             | 45,5                          |
| Uxbridge   | Township     | 21.176             | 50,3                          |
| Whitby     | Town         | 128.377            | 875,3                         |

### Gemeindefreie Gebiete
Im Bezirk finden sich keine gemeindefreien Gebiete.

### Indianerreservationen
Administrativ eigenständig ist das Reservat Mississaugas of Scugog Island.